# United Parcel Service
United Parcel Service, mais conhecida por UPS, é uma das maiores empresas de logística do mundo, distribuindo diariamente mais de 14 milhões de encomendas em mais de 200 países diferentes. Também é uma das maiores empresas dos Estados Unidos. Em 2022, figurou no ranking que reúne as 500 maiores empresas do mundo, segundo a Fortune.

## Origem
Em 1907, em um pequeno escritório, Jim Casey e Claude Ryan - dois adolescentes da cidade de Seattle, nos Estados Unidos fundaram a United Parcel Service como uma empresa de mensageiros nos Estados Unidos. Hoje, a UPS, Inc., é uma empresa mundial considerada uma das marcas mais reconhecidas no mundo. É a maior empresa do mundo em transporte expresso e entrega de pacotes, e uma fornecedora líder em transporte especializado, logística, capital e serviços de e-commerce. Diariamente, a empresa gerencia o fluxo de bens, fundos e informações em mais de 200 países e territórios no mundo inteiro.

## Logística na UPS
Com o passar dos anos a UPS vem destacando-se na gerência global de cadeias de suprimentos. A empresa atua na área de logística e distribuição, além de gerenciar a circulação das mercadorias e toda a informação e valores que seguem nessas mercadorias.
Atendendo à demanda de seus clientes, a UPS criou uma empresa capaz de oferecer estes serviços, a UPS Supply Chain Solutions. Esta organização desempenha de maneira eficiente serviços logísticos com nível internacional e financeiro, trata também da correspondência e documentos de modo a aperfeiçoar a competitividade dos seus clientes melhorando também as suas cadeias de suprimentos.
Neste momento a UPS vem expandindo seus serviços em todo o mundo, fazendo com que os seus clientes da Europa e da América do Sul se beneficiem de um portfólio de serviços de prazos definidos e cadeias de suprimentos imbatíveis. O continente asiático passou a ser o principal objetivo de crescimento da empresa. Em 2005 foi lançado o primeiro serviço non-stop de entrega de mercadorias entre os Estados Unidos e Guangzhou, China.
Através de aquisições a UPS tem conseguido penetrar em vários mercados. Ao comprar a empresa Challenge Air em 1999, a UPS tornou-se a maior transportadora de carga aérea e encomendas expressas de toda a América Latina. Ainda em 1999 adquiriu a Fritz Companies consolidando sua presença no transporte de cargas pesadas que, somado ao volume de cargas de pacote (courier), a tornou a maior transportadora (em volume) do mundo. Em 2004 a UPS adquiriu a Menlo Worldwide Forwarding aumentando assim o seu poder de transporte aéreo. Em 2005, ao adquirir a empresa de logística Overnite, ampliou os seus serviços rodoviários na América do Sul.

## Concorrência
Os maiores concorrentes domésticos (dentro dos Estados Unidos) são a United States Postal Service (USPS), FedEx e DHL. Além destas empresas de transporte, a UPS concorre com uma variedade de operadores internacionais, incluindo o «Canadá Post» (em inglês), TNT NV, Deutsche Post (Proprietário da DHL), Royal Mail, Japan Post, Índia Post e muitas outras operadoras regionais, nacionais e dos serviços postais aéreos e movimentação de carga.
Historicamente, o volume de competição da UPS deriva de serviços base de entregas sem custos, tais como Parcel Post (USPS). Em 1998 a FedEx expandiu-se para o mercado através da aquisição da RPS (originalmente pista Pacote System) criando assim a FedEx-Ground, em 2000. Em 2003 a DHL (americana) expandiu as suas operações através da aquisição da Airborne Express, aumentando significativamente a sua presença nos Estados Unidos, tornando-se uma grande concorrente no mercado de entrega. Em resposta a esta situação, a UPS em parceria com os E.U. Postal Service passou a oferecer a UPS Mail Inovações, um programa que permite a UPS levantar o correio e transferi-lo para um centro USPS ou para a unidade de entrega do destino (destination delivery unit, DDU), para distribuição final. Este processo é também conhecido como zone skipping, muito usado pela Parcel Consolidators (United, 2008).[carece de fontes?]
O crescimento contínuo das compras on-line, combinado com o aumento da conscientização que o papel de transporte (incluindo o pacote de entrega) tem sobre o meio ambiente, contribuiu para o aumento da concorrência entre os transportadores especializados e o surgimento de novas marcas de transportadores existentes. Por exemplo, os «E.U. Postal Service» (em inglês) reivindicam "entregas ecológicas" de pacotes, no pressuposto de que a USPS cobre transportadoras entregar a cada E.U. endereço, seis dias por semana em todo o caso, e, portanto, oferece o mais baixo custo da indústria de consumo por entrega. Outras operadoras, como a «ParcelPool» (em inglês). www.parcelpool.com, especializada na entrega de pacotes residenciais APO-FPO endereços, Havaí, Alaska, Porto Rico e outros Territórios dos E.U., surgiu em resposta a maior procura por parte dos varejistas e catálogo on-line e-tailers para habitação de baixo custo prestação de serviços atendam às normas de serviço normalmente associados com mais cara de entrega acelerada parcela.[carece de fontes?]

## Imagem de marca

### Logotipo
Em abril de 2003, a UPS divulgou um novo logotipo, o quarto que a empresa já utilizou, em substituição do escudo e ícone do pacote originalmente concebido em 1961 por Paul Rand. O primeiro logotipo da empresa foi visto em 1916 quando a empresa tinha o nome de American Messenger Service. Em 1935, o logotipo foi redesenhado de modo a refletir o novo nome da empresa, United Parcel Service. Todos os quatro logotipos partilharam  "o escudo" como tema, UPS, e os funcionários muitas vezes referem-se à marca como a marca "o escudo" (Building, 2008 e UPS logo, 2008).[carece de fontes?]

### Marrom
A cor marrom que a UPS usa nos seus veículos e uniformes é chamada UPS Brown. A cor UPS Brown é marca registrada, o que impede outras empresas de entrega de utilizá-la como parte de sua marca (Building, 2008).[carece de fontes?]

### Tipo de letra
A UPS contratou a consultora FutureBrand para desenvolver seu próprio tipo de letra, UPS Sans, para uso em marketing e comunicação material. A UPS Sans foi criada com o intuito de alterar ligeiramente a fonte do FontShop FF Dax sem permissão. Isto resultou em um acordo entre FontShop e FutureBrand a fim de evitar litígios.[carece de fontes?]

### Uniformes
O uniforme do entregador da UPS é um dos símbolos mais conhecidos da América empresarial. É constituído por uma camisa de botões de mangas curtas ou compridas com colarinho em pontas, um bolso do lado esquerdo e o logotipo da empresa no bolso. A camisa é usada com calças ou calções castanhos. Com as calças, a barra da camisa é utilizada para dentro das calças. Todos os botões, com exceção do colarinho, devem estar apertados. Ambas as camisas podem ser usadas com calções ou calças. Os operadores da UPS's Critical não usam uniformes e trabalham com as suas próprias roupas.

### Frota de veículos

#### Veículos de entrega

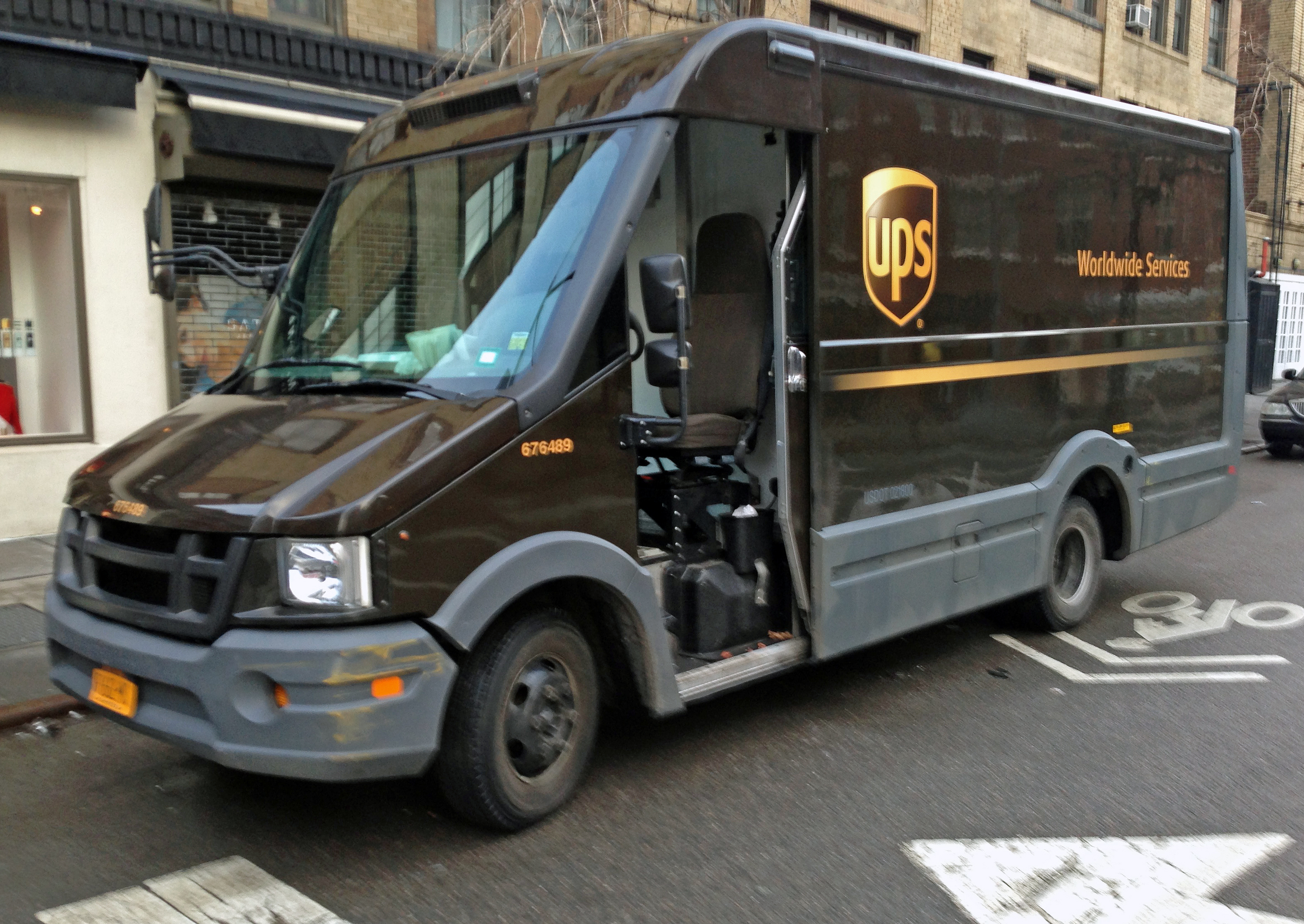
Veículo de entrega da UPS.

O veículo de entrega da UPS é também um importante símbolo do mundo empresarial americano. O clássico carro de entrega da UPS é construído sobre um chassi General Motors ou Ford, tem uma transmissão manual e direção manual. Os mais antigos são facilmente reconhecíveis devido aos seus faróis redondos. Os automóveis de entrega mais recentes na América do Norte, já possuem um chassi Freightliner ou Navistar International. A UPS também utiliza Dodge Sprinter nas zonas rurais, bem como Dodge Grand Caravan Minivans.

#### Veículos aéreos

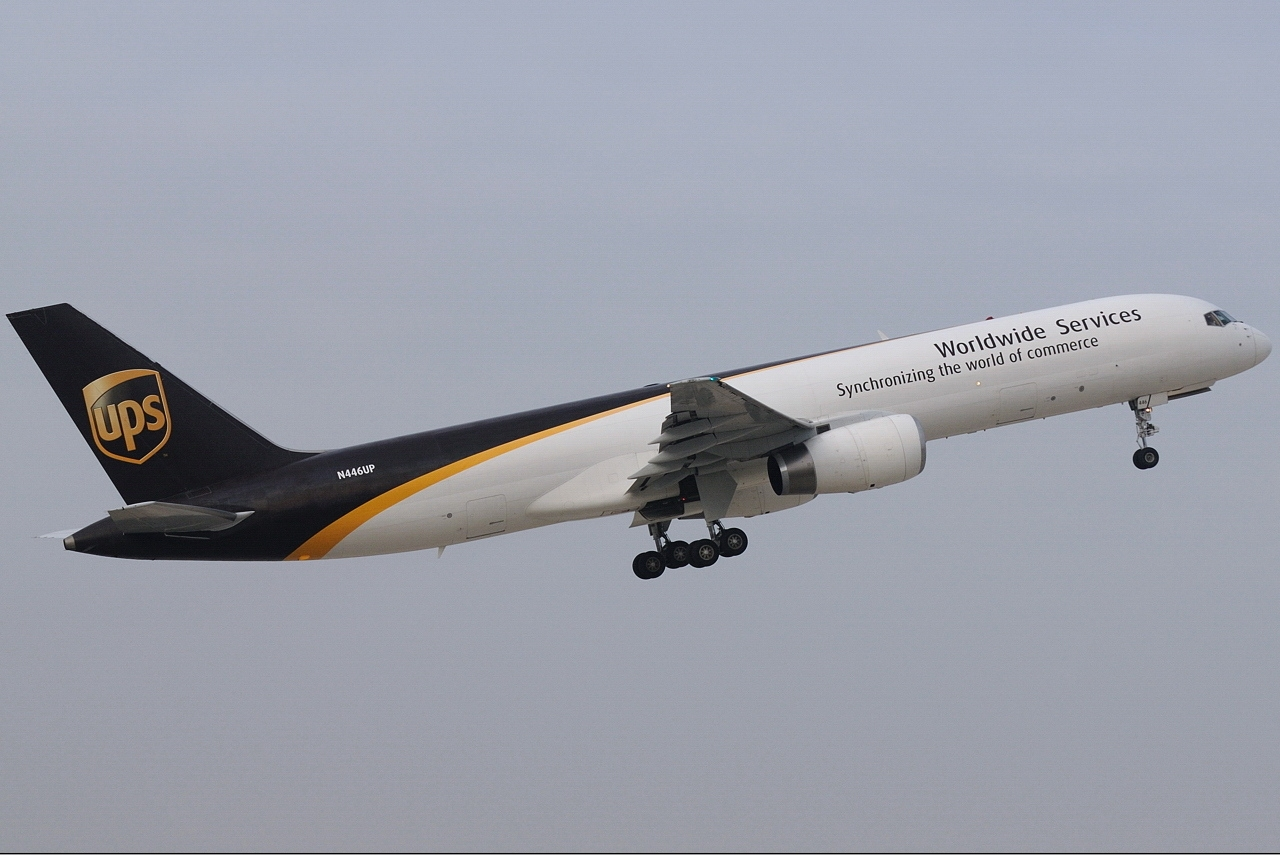
Boeing 757-200 da UPS Airlines.

Desde o lançamento da UPS Airlines, em 1988, até hoje, a UPS teve dois esquemas de cores para a sua frota.
O primeiro foi introduzido em 1988 e ainda é visto em alguns dos seus aviões atualmente. Consistia majoritariamente em uma fuselagem branca com um pouco de cinza no fundo. Uma faixa castanha encontra-se localizada na linha da janela. As palavras United Parcel Service estão localizadas acima da faixa, na frente da metade da fuselagem. Nas aeronaves Boeing 747, as letras da companhia são muito maiores e estão localizadas na parte traseira da aeronave. O estabilizador vertical possui o logotipo atual do escudo da UPS.
Atualmente, o esquema de cores foi introduzido como o novo projeto de branding em 2003. O fundo cinza permanece, mas a faixa castanha foi progressivamente eliminada, sendo substituída por uma concepção de arqueamento.

## Recursos humanos
A UPS possui 408 000 funcionários, 340 000 nos Estados Unidos e cerca de 68 000 no restante do mundo.
Diretores executivos da UPS:
- 1907–1962 James E. "Jim" Casey
- 1962–1972 George D. Smith
- 1972–1973 Paul Oberkotter
- 1973–1980 Harold Oberkotter
- 1980–1984 George Lamb
- 1984–1990 John W. Rogers
- 1990–1997 Kent C. "Oz" Nelson
- 1997–2001 James P. Kelly
- 2002–2007 Michael L. "Mike" Eskew
- 2008–2014 Scott Davis
- 2014–Presente: David Abney